# Ystad község
Ystad község (svédül: Ystads kommun) Svédország 290 községének egyike. A jelenlegi községet 1971-ben hozták létre Ystad város és négy környező község egyesítésével.

## Települései
A községben 9 település (tätort) található. A települések és népességük:
| Település       | Népesség | Megjegyzés         |
| --------------- | -------- | ------------------ |
| Ystad           | 17 286   | a község székhelye |
| Köpingebro      | 1060     |                    |
| Svarte          | 836      |                    |
| Nybrostrand     | 675      |                    |
| Löderup         | 558      |                    |
| Sövestad        | 376      |                    |
| Glemmingebro    | 349      |                    |
| Hedeskoga       | 280      |                    |
| Stora Herrestad | 258      |                    |

## Külső hivatkozások
- Hivatalos honlap (svéd, német, angol, lengyel)